# Гильдард
Гильдард (Годар; лат. Gildardus, фр. Godard; 448, Саланси — после 511) — святой, епископ Руанский, исповедник. День памяти — 8 июня.
По легенде, Гильдард — брат-близнец святого Медарда Нуайонского. Их родителями были знатный франк Нектард и галло-римлянка Протагия, обратившая мужа в христианство. Версия о родстве святых излагается, в частности, в Житии святого Медарда, составленном Псевдо-Фортунатом. Впоследствии она перешла в позднейшую житийную литературу, а также в проповеди, гимны, мартирологи и в знаменитую «Золотую легенду». Однако факт этого родства одинаково сложно как доказать, так и опровергнуть.
Вероятно, святой Гильдард был епископом Руанским с 488 по 525 год. Достоверно известно, что в 511 году он принимал участие в Первом Орлеанском Соборе. Согласно Энциклопедическому словарю Брокгауза и Ефрона, он «обратил многих язычников своей епархии в христианство и помогал св. Ремигию, архиепископу Реймсскому, уговорить франкского короля Хлодвига принять крещение».
Точная дата смерти Гильдарда неизвестна: вероятно, она наступила в промежутке между 511 и 538 годом. По легенде, однако, он умер в один день с братом — 8 июня 560 года. Он был похоронен сначала в капелле Девы Марии в Руане (впоследствии она станет храмом святого Готарда), затем в Руанском соборе. Между 838 и 841 гг. из-за угрозы нападения норманнов мощи святого были перенесены в аббатство св. Медарда в Суассоне. Вероятно, это и породило легенду о родственных связях двоих святых.
В Англии, в Линкольншире, есть храм, посвящённый обоим святым братьям. Это единственная церковь в Великобритании, носящая их имя.